# Eustomias grandibulbus
Eustomias grandibulbus es una especie de pez de la familia Stomiidae, en el orden de los Stomiiformes.

## Morfología
• Los machos pueden llegar alcanzar los 16 cm de longitud total.

## Hábitat
Es un pez de mar y de aguas  subtropicales que vive hasta 112 m de profundidad.

## Distribución geográfica
Se encuentra al oeste de Ciudad del Cabo (Sudáfrica ).